# Верхня Кумашка
Верхня Кума́шка (рос. Верхняя Кумашка, чув. Тури Кăмаша) — присілок у складі Шумерлинського району Чувашії, Росія. Входить до складу Нижньокумашкинського сільського поселення.
Населення — 154 особи (2010; 188 у 2002).
Національний склад:
- чуваші — 97 %